# Hamilton Academical FC
Hamilton Academial FC este un club de fotbal scoțian cu sediul în Hamilton. În 1874 clbul a fost înființat în academia Hamilton.